# Wyspa psów
Wyspa psów (ang. Isle of Dogs) – amerykański film animowany z 2018 roku w reżyserii Wesa Andersona, będący drugą animacją w jego karierze. Film został po raz pierwszy pokazany na 68. Międzynarodowym Festiwalu Filmowym w Berlinie, gdzie zdobył Srebrnego Niedźwiedzia dla najlepszego reżysera.

## Fabuła
Opowieść o dwunastoletnim japońskim chłopcu imieniem Atari, którego wychowuje skorumpowany burmistrz wielkiego miasta Megasaki. Gdy na mocy specjalnego dekretu wszystkie psy domowe wygnane zostają na ogromne wysypisko odpadów, Atari leci na miniaturowej machinie powietrznej na „wyspę śmieci”, by odnaleźć swego ukochanego psa. Na miejscu gromadzi wokół siebie grupę czworonożnych przyjaciół i wraz z nimi wyrusza na wielką wyprawę, która zadecyduje o losach i przyszłości całej Prefektury.

## Obsada
- Bryan Cranston jako Chief
- Edward Norton jako Rex
- Koyu Rankin jako Atari Kobayashi
- Liev Schreiber jako Ciapek (Spots)
- Bill Murray jako Boss
- Bob Balaban jako King
- Jeff Goldblum jako Duke
- F. Murray Abraham jako Jupiter
- Tilda Swinton jako Wyrocznia
- Harvey Keitel jako Gondo
- Scarlett Johansson jako Nutmeg
- Greta Gerwig jako Tracy Walker
- Kunichi Nomura jako burmistrz Kobayashi
- Yoko Ono jako Yoko Ono-San
- Frances McDormand jako tłumaczka
- Ken Watanabe jako główny chirurg
- Nijirō Murakami jako wydawca Hiroshi

## Odbiór
Film spotkał się z pozytywną reakcją krytyków. W agregatorze recenzji Rotten Tomatoes 90% z 363 recenzji uznano za pozytywne, a średnia ocen wystawionych na ich podstawie wyniosła 8,00 na 10. Z kolei w agregatorze Metacritic średnia ważona ocen z 55 recenzji wyniosła 82 punkty na 100.

## Nagrody i nominacje[4]
68. Międzynarodowy Festiwal Filmowy w Berlinie
- Srebrny Niedźwiedź dla najlepszego reżysera – Wes Anderson
- nominacja: Złoty Niedźwiedź – Wes Anderson

Festiwal Filmowy i Artystyczny Lato Filmów
- wygrana: drugie miejsce